# 库尔斯克号核潜艇
K-141庫斯克號（核潜艇庫爾斯克號）是一艘奥斯卡级导弹核動力潛艇，以城市库尔斯克來命名（該城在二戰期間曾爆發最大規模戰役之一，亦即庫爾斯克戰役）。它入編俄罗斯海军北方舰队。2000年8月12日庫爾斯克號發生爆炸沉没，118名艦員全數罹難。

## 背景
庫爾斯克號於1990年在阿尔汉格尔斯克附近的北德文斯克开始建造，期間經歷蘇聯解體，而於1994年下水，成為蘇聯解體後首艘完工的潛艇，並於同年12月正式服役。庫爾斯克號是苏联建造的奥斯卡级潜艇中的最后一艘。长155米，其两层壳体之外壳仅厚8.5毫米，由含高镍高铬的钢制成，抗腐蚀性非常强。由于它的磁性非常弱，且外敷十余厘米厚的橡胶瓦，庫爾斯克號难以從地磁异常探测器或声纳发现其蹤跡。内壳厚两英寸，与外壳之间有一个两公尺宽的空间。
庫爾斯克號被编入俄罗斯北方舰队。在1990年代中这支海军由於军费紧缩，多艘潜艇被搁入巴伦支海畔的船坞裡後缺乏維修保養，只能默默擱置直至除役。庫爾斯克號除最基本的设备外其它设备维持不良，其中包括搜尋和逃生设施。1990年代中北方舰队的海员甚至未能按時獲得军饷。由於缺乏資金與燃料，庫爾斯克號艦員的訓練與經驗都相當有限，服役的最初五年期間僅於1999年完成一次至地中海的偵察任务，在科索沃战争监视美国海军的第六舰队。2000年8月的海上演习是苏联解体后最大规模的海上演习，其参与舰艇包括四艘攻击性潜艇、舰队的旗舰彼得大帝号以及其它小型舰艇。

## 爆炸和营救
此次災難俄國官方並沒有做出一個正式的官方報告，只能以前因後果加以推測。
一開始庫爾斯克號的任务是向一艘基洛夫級飛彈巡洋艦发射无实弹头的演习鱼雷，这是库号自2年未发射过鱼雷以来，再次进行鱼雷实射训练。使用的为4.5吨重的650mm训练用重型鱼雷，采用过氧化氢-煤油液体燃料，未装实弹头；于1990年出厂，因当时苏联政局混乱，同批10枚中有6枚未通过出厂品管检验被要求返工，后来被列为训练用鱼雷下发部队。
2000年8月12日当地时间11:28（协调世界时07:28）庫爾斯克號上发生第一次爆炸，挪威测得震波后推算相当于100－250千克TNT的爆炸力。一般认为事故起源于舰首发射训练鱼雷中，按计划训练鱼雷插入库号第4号鱼雷管，过程中焊缝破裂导致过氧化氢燃料泄漏，积聚于鱼雷管内，接触有催化作用的杂质后发生急速分解爆炸。
原本只是无实弹头的训练鱼雷燃料泄漏引起的较低烈度爆炸，有5厘米厚的鱼雷管本可以承受，但因连接鱼雷的线路插头长期受海水腐蚀又未得及时更换，接触不良造成信号故障，所以船员违反规定，鱼雷管门未按条例严格关闭，以方便故障檢修。训练鱼雷爆炸后炸开鱼雷管门，鱼雷中的过氧化氢-煤油燃料罐破裂，这类亦在火箭中使用的液体燃料混合后引发鱼雷舱大火，舱壁灼烧的痕迹表明局部温度达2000摄氏度，鱼雷舱内人员估计当场阵亡。135秒後，又發生了第二次爆炸，此次爆炸威力驚人，地震仪测量到芮氏規模3.5的震动，推测大火中多至7枚实战鱼雷的弹头被烧至400摄氏度后自爆，约5吨当量的炸药將庫斯克號前端的鱼雷舱炸毀，事後打撈發現整個第一区段上方完全消失了。
鱼雷弹头爆炸后第二区段隔舱也许可以把危害阻止在艏部，但是一部气浪通过空调管道高速衝入第三区段甚至是第四区段，虽然舱室完好但控制室裡的人因此受到衝擊，推测船长“科列斯尼科夫”及少数人受重伤但还作出些反应，而多数官兵当场阵亡，伤者在浓烟中也很快死亡，因此没能立即採取上浮和投放求救浮标等措施。冲击波在距离爆炸点70米后的第五区段反应堆舱前被阻挡；事后发现第五区段A反应堆操作室内的数名官兵已戴上呼吸面罩，后仍窒息身亡于操作台上；而第五区段B（俄文注释5bis）反应爐舱内唯一的值班工程师“亚历克斯”在第1次爆炸后有记录曾打电话询问舰桥情况未有人接听，在第2次爆炸后立即关闭反应爐降下防护罩，并不顾自身安危，反锁在舱内封闭了反应爐舱，后亦身亡，所以没有造成任何核泄漏；
庫爾斯克號沉到108米深的海底，沉没点离北莫爾斯克约135千米，地理位置是北纬69°40'，东经37°35'。库尔斯克未能放出求救浮标，且用声纳或磁探均难以探测。舰队在当天晚间11时30分即潜艇爆炸12小时后开始搜索，定位又消耗了5个小时，于次日即13日凌晨4时30分发现了库号，声纳员报称可能听到艇内幸存船员敲击船体的求救声。
虽然俄罗斯和挪威试图营救庫爾斯克號，但艇内水手和军官仍全部死亡。后来的研究发现艇内大多数人死于爆炸后数分钟内。但第六区段及其后的23人在下级军官“迪米特里”带领下聚集至最后的第九区段，还幸存了一段时间（沉没的库尔斯克号最初船头接触海底，船尾悬浮在水中，斜向海面；船员打开隔舱门汇合后，各舱相继进水，残存的空气汇聚至船尾，在第九区段形成一个不大的压缩气室）；后因黑暗中不慎将氧气再生板掉落积水中，并引发火灾耗尽船尾氧气，所有船员不幸遇难。
许多国家和非官方机构曾经提出帮助，但最初被俄罗斯拒绝了。俄罗斯在此区域本来拥有5艘救援潜艇，其中较新式的现代化的2艘却被出租用于当时的泰坦尼克号残骸考查，远在5500公里之外无法及时赶回，剩余的3艘老式救援潜艇也因装备不齐，操作员训练不足，在60小时间7次试图贴上库号尾舱门及建立隔水舱连接均未果。最后，俄海军终于同意由一支荷兰营救队进入庫爾斯克號搜救，至终于建立与尾舱门的隔水连接时，库号已沉没96小时；打开尾舱门后首先发现舱门边“迪米特里”的遗体。最终逝世118人中的115人的遗体被发现，现在被葬在俄罗斯。
事后俄罗斯总统普京拨款1.4亿美元用于库号的打捞和事故调查，这相当于当时北方舰队1年的维持费用。因此次事故，过氧化氢-煤油液体燃料鱼雷被从俄海军中退役。2021年11月，一名俄羅斯上將聲稱，事故是因為库尔斯克号核潜艇與北約潛艦相撞所造成。

## 電影
- 庫爾斯克號：深海救援